# Българска централна кооперативна банка
Българската централна кооперативна банка (БЦКБ) е четвъртата държавна банка в България, основана през 1910 г.
Тя е собственост на Българска народна банка (БНБ) и Българска земеделска банка (БЗБ). Дейността ѝ е оценявана като не особено ефективна и през 1934 е обединена с БЗБ в Българска земеделска и кооперативна банка. Делът на БЦКБ на кредитния пазар е 1,3% през 1911 година и 11% през 1932 година.
Централата на Българска централна кооперативна банка е разположена на улица „Иван Вазов“ №1. Към 2011 година тя е паметник на културата с национално значение, като в нея се намира клон на УниКредит Булбанк.

## История
БЦКБ е създадена по идея на финансовия министър Андрей Ляпчев с цел да насърчи развитието на кооперациите в страната по етатисткия пруски модел. Началният капитал на БЦКБ е 5 милиона лева и е изцяло собственост на държавните банки БНБ и БЗБ, като впоследствие акционери с малки дялове стават и кредитните кооперации, които банката кредитира. Управлението на банката е изцяло под контрола на правителството, като ръководството ѝ се назначава от министъра на финансите.
Създаването на БЦКБ е посрещнато с недоверие и неодобрение от кредитните кооперации, които лобирали за създаването на финансирана от държавата банка под техен контрол. Новата банка е разглеждана като средство на държавата да се намесва в работата на кооперациите. Самата тя се отнася враждебно към кооперациите и прави опити да кредитира директно земеделските производители.
По замисъл БЦКБ трябва да поеме кредитирането на множащите се кредитни кооперации, които поемат все по-голям дял от кредита на БЗБ за сметка на прякото кредитиране на земеделците. На практика това не се осъществява и двете банки се конкурират за кредитирането на земеделските кооперации до 1921 година, когато тези функции са изцяло прехвърлени на БЗБ. До средата на 20-те години към Съюза на популярните банки е създадена кредитна централа, която отнема от БЦКБ друг основен клиент, популярните банки, но самата тя разчита на финансиране от БЦКБ.
Към края на 20-те години БЦКБ е силно декапитализирана. През 1921 година БЗБ изтегля своя дял от капитала, което не е напълно компенсирано от допълнителни вноски на БНБ и правителството. Неефективната дейност на самата банка, чиито кредити обикновено достигат до крайния клиент през два междинни посредника (съюзите на потребителските кооперации и на популярните банки и самите кооперации), също не дава възможност за увеличение на капитала с вътрешни ресурси. През 1928 година 100 милиона лева от Стабилизационния заем са отделени за рекапитализацията на банката. Въпреки това тя продължава да осъществява дейността си главно от задължителни депозити на общините и гарантирани от държавата кредити от БНБ.
Представители на Финансовия комитет на Обществото на народите коментират състоянието на БЦКБ в началото на 30-те години така:
| „                         | [БЦКБ] се занимава с нередни и опасни операции, отпускайки заеми на своите политически приятели за построяване на жилища, които са чиста спекула и чиито собственици няма да ѝ върнат дълга. Правителството я субсидира със средствата от последния заем, а тя използва тези пари, за да разшири зданието си с огромна пристройка, която няма да струва по-малко от 25 млн. лева. | “ |
| Аврамов 2007, с. 394-295. | |   |

След започването на Голямата депресия историята на БЦКБ достига до своя край. През последните ѝ години 30-35% от нейния кредитен портфейл е блокиран, поради съдебни дела с длъжниците. БНБ многократно отпуска кредити, които да извадят банката от ликвидните ѝ затруднения. След Деветнадесетомайския преврат през 1934 година новото правителство се опитва да реши стопанските проблеми чрез централизация и засилване на държавната намеса в икономиката и през октомври БЗБ и БЦКБ са обединени в Българска земеделска и кооперативна банка.